# آيت بورك (الريصاني)
آيت بورك هي إحدى مشيخات المملكة المغربية، تتبع جغرافيا لإقليم الرشيدية وإداريًا لالريصاني. يقدر عدد سكانها بـ 1558 نسمة حسب الإحصاء الرسمي للسكان والسكنى لسنة 2004.